# Giuseppe Colnago
Giuseppe Colnago (Caponago, 15 dicembre 1923 – 22 dicembre 2000) è stato un pilota motociclistico italiano.

## Carriera
Per quanto riguarda le competizioni del motomondiale, dopo aver comunque partecipato alle edizioni del 1950 e del 1951 senza giungere in zona punti, la sua prima apparizione nelle classifiche iridate risale alla stagione 1952 in occasione del Gran Premio motociclistico delle Nazioni, alla guida di una Gilera nella Classe 500.
In seguito ha gareggiato nella classe 500 fino al 1955 e nella Classe 350 con la Moto Guzzi nel 1957.
Il suo unico successo nel singolo gran premio risale al Gran Premio motociclistico del Belgio del 1955.
Nel suo palmares anche un titolo nazionale nel Campionato Italiano Velocità nel 1957 in Classe 500 su Moto Guzzi.

## Risultati nel motomondiale
| 1950 | Classe | Moto   |  |  |  |  |  |   |  |  |  | Punti | Pos. |
| ---- | ------ | ------ |  |  |  |  |  | - |  |  |  | ----- | ---- |
| 1950 | 500    | Gilera |  |  |  |  |  | 9 |  |  |  | 0     |      |

| 1951 | Classe | Moto   |  |  |  |  |  |  |  |    |  | Punti | Pos. |
| ---- | ------ | ------ |  |  |  |  |  |  |  | -- |  | ----- | ---- |
| 1951 | 500    | Gilera |  |  |  |  |  |  |  | 14 |  | 0     |      |

| 1952 | Classe | Moto   |  |  |  |  |  |    |   |     |  | Punti | Pos. |
| ---- | ------ | ------ |  |  |  |  |  | -- | - | --- |  | ----- | ---- |
| 1952 | 500    | Gilera |  |  |  |  |  | 17 | 5 | Rit |  | 2     | 15º  |

| 1953 | Classe | Moto   |  |   |     |    |   |  |   |  |   | Punti | Pos. |
| ---- | ------ | ------ |  | - | --- | -- | - |  | - |  | - | ----- | ---- |
| 1953 | 500    | Gilera |  | 4 | Rit | NE | 5 |  | 4 |  | 4 | 11    | 8º   |

| 1955 | Classe | Moto   |   |  |  |   |   |     |  |   |  | Punti | Pos. |
| ---- | ------ | ------ | - |  |  | - | - | --- |  | - |  | ----- | ---- |
| 1955 | 500    | Gilera | 7 |  |  | 5 | 1 | Rit |  | 4 |  | 13    | 4º   |

| 1957 | Classe | Moto       |  |  |  |   |  |   |  |  |  | Punti | Pos. |
| ---- | ------ | ---------- |  |  |  | - |  | - |  |  |  | ----- | ---- |
| 1957 | 350    | Moto Guzzi |  |  |  | 6 |  | 2 |  |  |  | 7     | 6º   |

| Legenda | 1º posto        | 2º posto            | 3º posto            | A punti      | Senza punti        | Grassetto – Pole position Corsivo – Giro più veloce |
| Legenda | Gara non valida | Non qual./Non part. | Ritirato/Non class. | Squalificato | '-' Dato non disp. | Grassetto – Pole position Corsivo – Giro più veloce |